# خسرو گلسرخی
خسرو گلسرخی (۲ بهمن ۱۳۲۲ – ۲۹ بهمن ۱۳۵۲) شاعر، روزنامه‌نگار و نویسنده مارکسیست بود. او در سال ۱۳۴۷ سردبیر بخش هنری روزنامه کیهان بود. گلسرخی از جنبش‌های چریکی حمایت می‌کرد. گلسرخی به همراه گروهی دیگر در سال ۱۳۵۱ به اتهام طرح ترور ولیعهد بازداشت شدند. گلسرخی در دادگاهی که به صورت زنده پخش شد از عقاید مارکسیستی خود دفاع کرد. با حکم دادگاه او و کرامت‌الله دانشیان اعدام شدند. گلسرخی در قطعه ۳۳ بهشت زهرا دفن شده است. پس از انقلاب مجموعه اشعاری از او با نام «خسته‌تر از همیشه» و «ای سرزمین من» منتشر شد.

## زندگی
خسرو گلسرخی در ۲ بهمن ۱۳۲۲ در شهر رشت زاده شد. پدرش قدیر گلسرخی و مادرش شمس‌الشریعه وحید خورگامی، هردو از گیلان بودند. هنگامی که خسرو هنوز بیش از ۵ سال نداشت، قدیر درگذشت و همسرش به همراه خسرو و برادر دوساله‌اش، فرهاد گلسرخی، به خانهٔ پدرش، محمدوحید خورگامی در قم برد. محمدوحید خورگامی، از یاران میرزا کوچک‌خان جنگلی در جنبش جنگل بود، این در سروده‌های خسرو گلسرخی نمود دارد؛ به‌ویژه آنهایی که به نام مستعار «جنگلی‌ها» و «دامون» سروده شده‌اند.
خسرو آموزش ابتدایی را در دبستان حکیم سنایی و آموزش متوسطه را در دبیرستان حکیم نظامی قم به پایان رساند. هنوز بیش از نوزده سال نداشت که پدربزرگش نیز درگذشت و بار گرداندن چرخ زندگی در خانواده به دوش او افتاد. به همین دلیل او به همراه برادرش راهی تهران شد. آن‌ها در محلهٔ امین‌حضور خانه‌ای یافتند و خسرو کاری پیدا کرد.
در سال ۱۳۴۷، هنگامی که سردبیری بخش هنری روزنامه کیهان را داشت، با عاطفه گرگین، شاعر، نویسنده و پژوهش‌گر، ازدواج کرد. دوران زندگی خسرو با عاطفه چهار سال بود. عاطفه گرگین اندکی پس از دستگیری گلسرخی در دادگاه ارتش به چهار سال زندان محکوم شد.

## بازداشت، محاکمه و اعدام
در نیمه دوم دهه ۱۹۶۰ میلادی، مخالفت با حکومت و طبقه حاکم شدت گرفت، که محرک آن بی‌قراری فزاینده در میان روشنفکران و تا حدی ناشی از شیوع و جذبه مواضع انقلابی در صحنه بین‌المللی بود. مبارزات الجزایری‌ها، کوبایی‌ها، و ویتنامی‌ها و نیز جنبش‌های دانشجویی رادیکال در اروپا و آمریکای شمالی و جنوبی اثر زیادی بر روشنفکری جهان سوم، از جمله ایران، گذاشت. بسته شدن مجراها برای بیان دیدگاه‌های انتقادی، که با بسته شدن کانون نویسندگان ایران در سال ۱۳۴۹ به اوج خود رسید، عناصر کنشگر جوان روشنفکری را به سوی دو گروه چریکی رادیکال عمده، فدائیان خلق مارکسیست لنینیست و مجاهدین خلق مسلمان-سوسیالیست سوق داد. شعر گلسرخی و نوشته‌های تئوریک او دربارهٔ ادبیات و هنر، عمیقاً در این جو احساسی غوطه ور بود و توسط رادیکال‌های جوان خوانده می‌شد، از ایستگاه‌های رادیویی گروه‌های انقلابی پراکنده می‌شد، و از اردوگاه سوسیالیستی به ایران مخابره می‌شد. این نوع ادبیات بعدها به «شعر چریکی» و «شعر جنگل» (در اشاره به خیزش چریکی فدائیان خلق در جنگل‌های سیاهکل گیلان) موسوم شد. در نیمه نخست دهه ۱۳۵۰، جنبش چریکی در ایران بنیان گذاشته شد و اعضای این گروه‌ها به مبارزه مسلحانه با حکومت شاه معتقد بودند، یکی از آن‌ها سازمان چریکهای فدایی خلق بود که توانسته بودند، نظر بسیاری از افراد تندرو را به خود جلب کنند. مشهورترین هسته‌ای که برخی از اعضای آن به فداییان گرایش داشتند، اما ارتباط مستقیم و آشکاری با آنان نداشتند، گروهی بودند که با دو چهره مرکزی خود، گلسرخی و کرامت دانشیان، شناخته می‌شدند. میزان و جزئیات درگیری خود گلسرخی در فعالیت‌های سیاسی زیرزمینی نامعلوم مانده است.
گلسرخی در نخستین روزهای سال ۱۳۵۲ بازداشت شد. چند ماه پس از بازداشت گلسرخی و هنگامی که او در زندان بود، یازده نفر دیگر متشکل از نویسندگان، فیلمسازان و شاعران به نام‌های طیفور بطحایی، کرامت‌الله دانشیان، عباسعلی سماکار، رضا علامه‌زاده، ایرج جمشیدی، مریم اتحادیه، مرتضی سیاهپوش، منوچهر مقدم سلیمی، ابراهیم فرهنگ رازی، شکوه فرهنگ رازی و فرهاد قیصری به اتهام توطئه برای ربودن یکی از اعضای خانواده سلطنتی بازداشت شدند. دولت اعلام کرد گلسرخی نیز به همین گروه تعلق داشته است. به نظر می‌رسد توطئه ای که آنها به آن متهم شدند و بازداشت‌های آنان از سوی ساواک صحنه‌سازی/مدیریت شده بود تا ناتوانی این سازمان در دستگیری رهبری فداییان، که فعالیت‌های خرابکارانه آنان در اوایل دهه ۱۹۷۰ تهدید عمده ای علیه حکومت پنداشته می‌شد، را پنهان کند. بعدها آشکار شد بازداشت شدگان به گروه واحد منسجمی تعلق نداشتند و این که برخی از آنان حتی شخصاً با یکدیگر آشنایی نداشتند. دستگیری افراد به‌دنبال لو رفتن کرامت دانشیان توسط امیرحسین فطانت صورت گرفت.

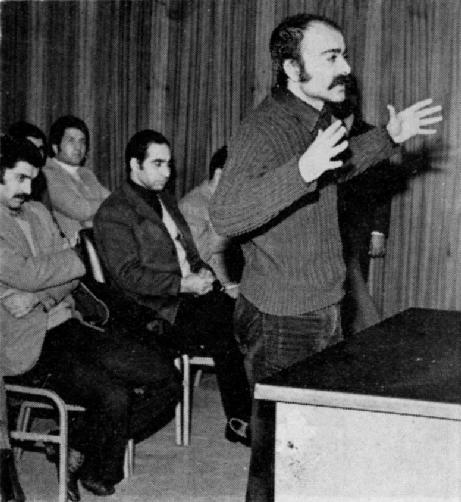
خسرو گلسرخی به هنگام دفاع در دادگاه نظامی (سال ۱۳۵۲)

محاکمه این افراد در یک دادگاه نظامی در اواخر سال ۱۳۵۲ برگزار شد که از تلویزیون ملی اجازه پخش داشت. ساواک تلاش کرد از محاکمه‌ها برای نشان دادن موفقیت خود علیه جنبش چریکی استفاده کند، و از پیش از شکنجه برای آماده کردن متهمان به اعتراف به جرایم خود و طلب بخشش استفاده کرده بود. تعدادی از اعضای گروه به اتهامات خود که شواهد اندکی برایشان ارائه شده بود اعتراف کرده و طلب بخشش کردند. اما گلسرخی، دانشیان، طیفور بطحایی، عباسعلی سماکار و رضا علامه‌زاده، با این که ظاهراً شدیداً شکنجه شده بودند حاضر به اعتراف نشدند و به اعدام محکوم شدند.بنا به ادعای پرویز خسروانی شاه قبل از اعدام گلسرخی از دادگاه خواست اگر وی تقاضای عفو کرد از اعدامش جلوگیری کنند. گلسرخی این فرصت را رد می‌کند، شاه در واکنش به این اقدام گلسرخی، از دادگاه می‌خواهد که یکی از افراد تأثیرگذار فامیل او را برای این کار پیدا کنند تا راضی شود ولی گلسرخی در پاسخ به تلاش‌های شاه برای رهایی وی از مرگ شروع به فحاشی می‌کند.
گلسرخی در دفاعیات خود در دادگاه گفت: «من که یک مارکسیست- لنینیست هستم برای نخستین بار عدالت اجتماعی را در مکتب اسلام جستم و آن‌گاه به سوسیالیسم رسیدم.» آن‌گاه به مقایسهٔ خود با حسین پرداخت و گفت: «زندگی مولا حسین نمودار زندگی اکنونی ماست که جان بر کف، برای خلق‌های محروم میهن خود در این دادگاه محاکمه می‌شویم. او در اقلیت بود؛ و یزید، بارگاه، قشون، حکومت و قدرت داشت. او ایستاد و شهید شد. هر چند یزید گوشه‌ای از تاریخ را اشغال کرد، ولی آنچه که در تداوم تاریخ تکرار شد، راه مولا حسین و پایداری او بود، نه حکومت یزید. آنچه را که خلق‌ها تکرار کردند و می‌کنند راه مولا حسین است. بدین گونه است که در یک جامعه مارکسیستی، اسلام حقیقی به عنوان یک روبنا قابل توجیه است؛ و ما نیز چنین اسلامی را اسلام حسینی، و اسلام علی را تأیید می‌کنیم.» گلسرخی و دانشیان را در بامداد ۲۹ بهمن ۱۳۵۲ تیرباران کردند. گلسرخی در قطعه ۳۳ بهشت زهرا ردیف ۸۴ شماره ۱۹ به خاک سپرده شد. قبر کرامت دانشیان یک ردیف پایین‌تر است.

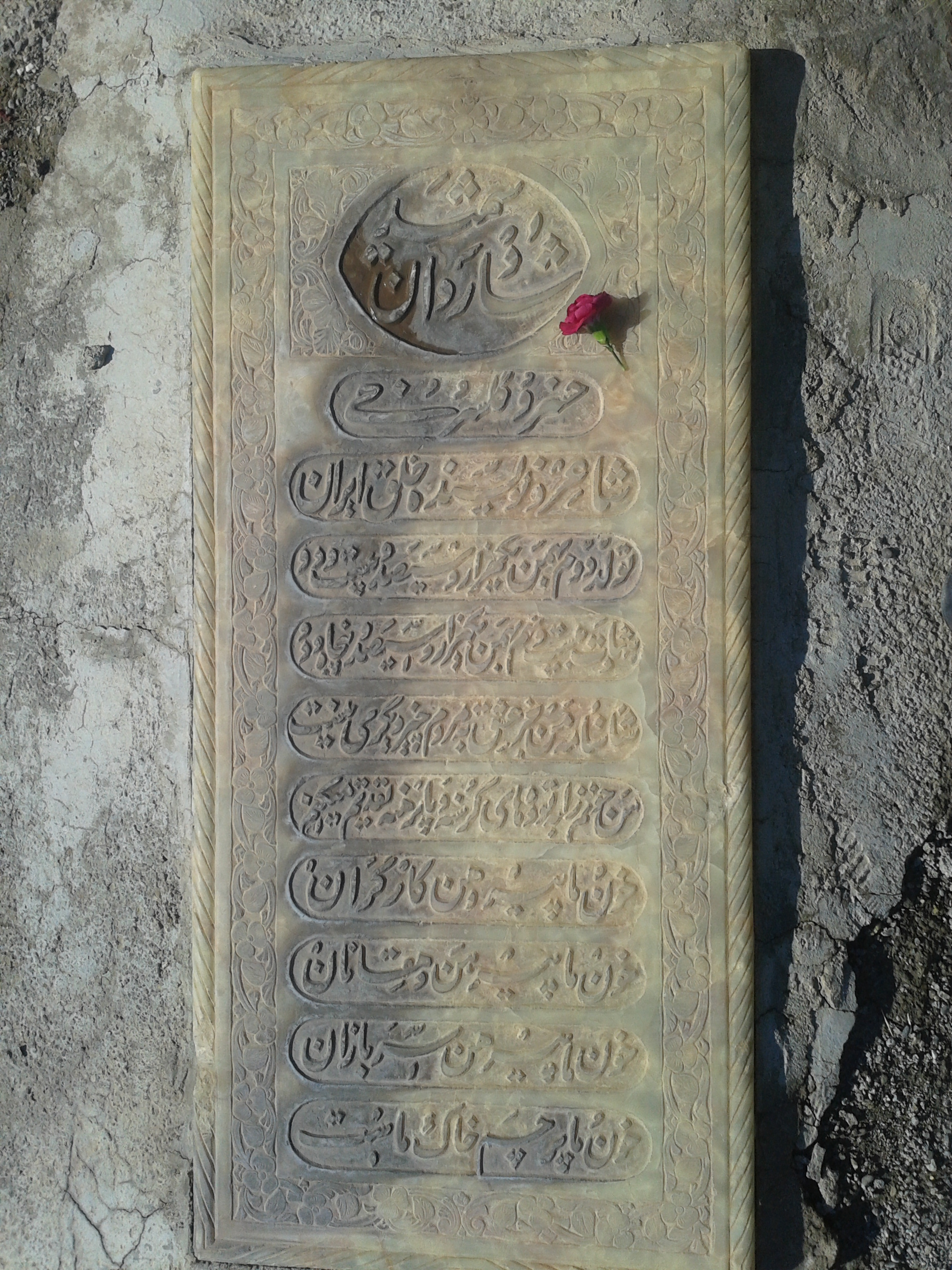
آرامگاه خسرو گلسرخی در قطعه ۳۳ بهشت زهرا تهران.

محاکمه و دفاعیه گلسرخی به‌طور مستقیم از تلویزیون ملی ایران پخش شد. پس از انقلاب ۵۷، فیلم محاکمه و دفاعیه گلسرخی در صداوسیما بازپخش شد.

## میراث
در خصوص شعر و نوشته‌های تئوریک گلسرخی، محمد شمس لنگرودی مشارکت‌های گلسرخی را این گونه خلاصه می‌کند: «اثرگذارترین واقعه در صحنه شعر چریکی اعدام گلسرخی، شاعر و نویسنده مشهور در سال ۱۳۵۲ بود. او نه شاعر بزرگی بود نه روزنامه‌نگار زیرکی، یا حتی منتقد ادبی و محقق مطلعی. . اما او یک انقلابی ثابت قدم، صادق و احساساتی بود که با ارائه دفاع بی نقص خود از توده‌های محروم در دادگاه نظامی شاه، زندگی خود را بر سر باورهایش قربانی کرد.»
گور بی‌نام و نشان گلسرخی در بهشت زهرا، در سال ۱۹۷۸ توسط انقلابیون چپگرا پیدا و تا قبل از سرکوب نیروهای چپ به دست جمهوری اسلامی به مکانی برای تجمعات سیاسی آنان تبدیل شده بود. او تا به امروز برای جبهه‌های چپگرا به مانند یک «شهید» مانده است.

## در فرهنگ عامه
پس از اعدام گلسرخی، اشعار و ترانه‌های بسیاری به یاد او سروده و منتشر شد که از جمله آنها شقایق با صدای داریوش اقبالی و شعر اردلان سرفراز و نیز گل بارون زده با صدای همین خواننده سروده ایرج جنتی عطایی بود.
نیر احمد شاملو این شعر را برای خسرو گلسرخی سروده است:

شکاف

زاده شدن

بر نیزهٔ تاریک

همچون میلاد گشادهٔ زخمی،

سفر یگانهٔ فرصت را

سراسر

در سلسه پیمودن

بر شعلهٔ خویش

سوختن

تا جرقهٔ واپسین،

بر شعله خرمنی

که در خاک راهش

یافته‌اند

بردگان

این چنین

این چنین سرخ و لوند

برخار بوتهٔ خون

شکفتن

وینچنین گردن فراز

بر تازیانه زار تحقیر

گذشتن

و راه را تا غایت نفرت

بریدن

آه، از که سخن می‌گویم؟

ما بی چرا زندگانیم

آنان به چرا مرگ خودآگاهانند.